# Saint-Pierre-en-Val
Saint-Pierre-en-Val ist eine französische Gemeinde mit 1.091 Einwohnern (Stand: 1. Januar 2022) im Département Seine-Maritime in der Region Normandie. Sie gehört zum Arrondissement Dieppe und zum Kanton  Eu. Die Einwohner werden Saint-Pierre-Vallais genannt.

## Geographie
Saint-Pierre-en-Val liegt etwa 29 Kilometer nordöstlich von Dieppe. Umgeben wird Saint-Pierre-en-Val von den Nachbargemeinden Eu im Norden, Incheville im Osten, Monchy-sur-Eu im Süden, Baromesnil im Südwesten sowie Saint-Rémy-Boscrocourt im Westen.

## Bevölkerungsentwicklung
| Jahr                      | 1962 | 1968 | 1975 | 1982 | 1990 | 1999 | 2006 | 2013 |
| Einwohner                 | 670  | 671  | 715  | 856  | 978  | 1018 | 1110 | 1113 |
| Quelle: Cassini und INSEE |      |      |      |      |      |      |      |      |

## Sehenswürdigkeiten

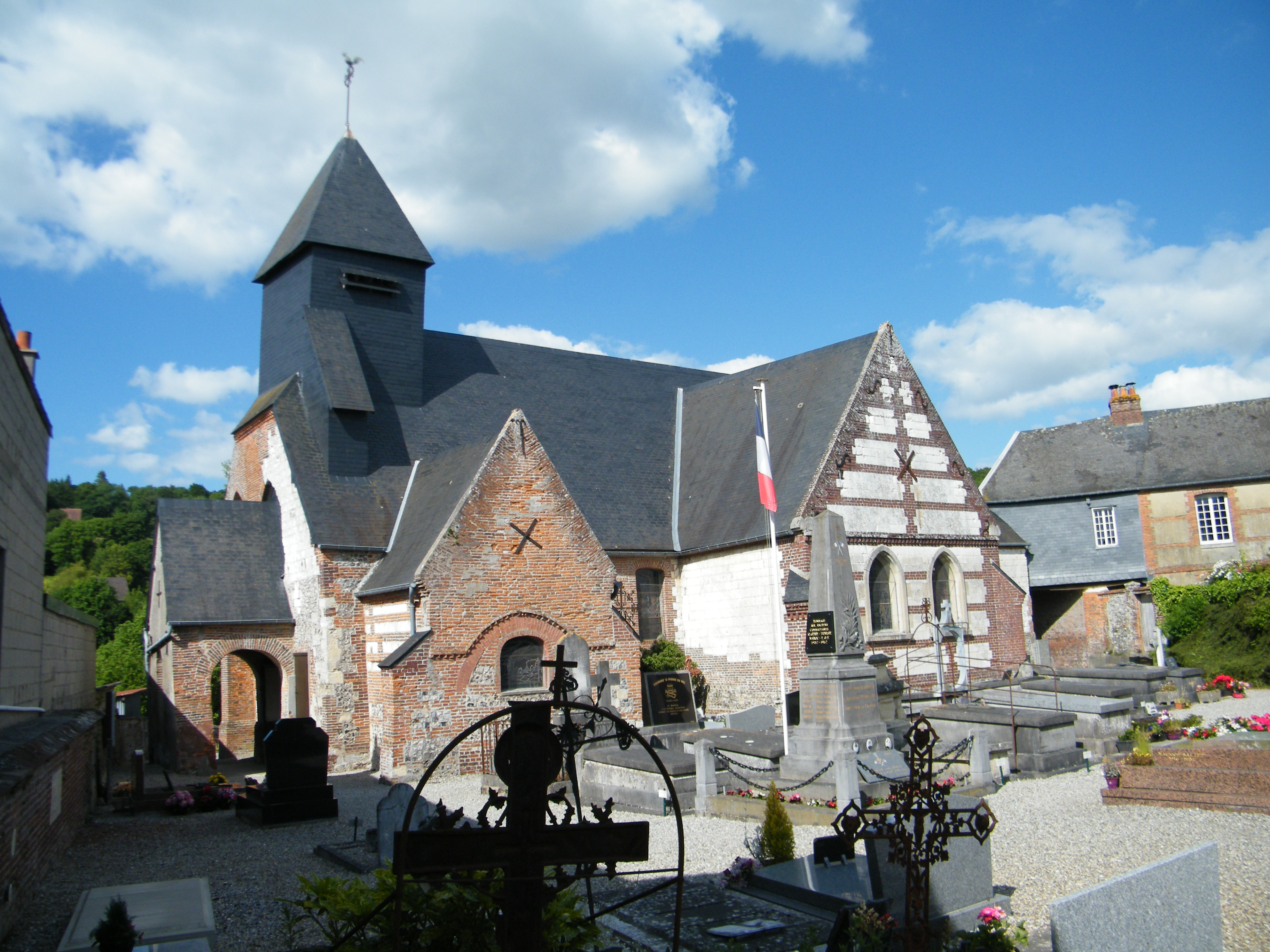
Kirche Saint-Pierre

- Kirche Saint-Pierre aus dem 13. Jahrhundert